# 似馳龍屬
似驰龙（属名：Dromaeosauroides）是驰龙科兽脚类恐龙的一个属，生存于早白垩世的丹麦，化石发现于波罗的海博恩霍尔姆岛罗别代尔峡谷（Robbedale valley）的杰德迦德组。该岛是丹麦领土中唯一发现恐龙遗骸的区域，因为该国其余部分的已知中生代沉积物皆为海洋沉积物。似驰龙是该地区发现的首个恐龙，也是唯一一种有科学命名的恐龙。它是世界上已知最古老的驰龙类之一，也是欧洲发现的首个无争议的早白垩世驰龙类。
似驰龙所知于两颗牙齿，第一颗发现于2000年，第二颗发现于2008年，新属新种博恩霍尔姆似驰龙（Dromaeosauroides bornholmensis）于2003根据前者（正模标本）命名。属名意为“类似驰龙的”，指两者牙齿的相似性，种名意为“来自博恩霍尔姆”。继该发现之后，又在博恩霍尔姆岛的数个地层中发现更多恐龙遗骸及脚印。英国一些归入侦察龙的牙齿可能属于这种动物。杰德迦德组含有鱼类残骸的粪化石也可能属于似驰龙。
正模标本牙齿长21.7（0.85英寸），第二颗牙齿长15（0.59英寸），两者皆弯曲而略有锯齿。似驰龙生前可能长2至3（7至10英尺）、重约40（88英磅）。作为驰龙类，它应该拥有羽毛，脚上长有类似近亲驰龙及恐爪龙的巨型镰刀爪。一颗疑似泰坦巨龙类的牙齿证明似驰龙与蜥脚类共同栖息在沿海泻湖环境中。

## 发现与命名
斯堪的纳维亚半岛仅发现少量恐龙遗骸。丹麦西部本土不可能发现恐龙化石，因为该区域的中生代沉积物皆为马斯特里赫特阶的海洋白垩岩，这些沉积物中已发现包括沧龙类和蛇颈龙类在内的非恐龙海洋生物。瑞典斯堪尼亚的中生代沉积层化石更丰富，包括恐龙化石。丹麦波罗的海的博恩霍尔姆岛与之同属一个陆块（即斯堪的纳维亚－俄罗斯陆块）且地质相似。该岛南部是丹麦唯一发现恐龙遗骸的地区。

地图展示了博恩霍尔姆岛（红色，为似驰龙发现地）、丹麦（白色）和斯堪尼亚（灰色，上）的位置

20世纪90年代期间，一群失业者从丹麦和欧共体领取资金成立“化石计划”（2005年解散）以保护博恩霍尔姆的地质遗迹。遗迹之一是罗别代尔峡谷（不要与罗别代尔组混淆，该地层未发现任何脊椎动物遗骸）的“卡尔·尼森沙坑”（Carl Nielsen's sandpit），属于杰德迦德组的一部分。该地层有1.4亿年的历史，可追溯至早白垩世贝里亚阶晚期（或里赞亚阶）。化石计划与展示化石发现的NaturBornholm解释中心在这些地点合作筛查沙子。2000年9月，丹麦古生物学家珀尔·克利斯汀森（Per Christiansen）和尼斯·邦德（Niels Bonde）在该地教授野外课程“寻找丹麦恐龙”。地质学生伊丽莎·雅尔·埃斯特鲁普（Eliza Jarl Estrup）在课上发现一颗兽脚类牙齿，这是丹麦领土上发现的首个恐龙。该发现被当地电视台记录下来。
该牙齿于2001年在古生物学会第45届年会上公布并鉴定为驰龙类。2003 年，该牙齿（MGUH 27218/DK 315）选作克利斯汀森和邦德命名的博恩霍尔姆似驰龙（Dromaeosauroides bornholmensis）的正模标本。属名组合驰龙属名及希腊语-ides（……的外形），指两者牙齿的相似性，种名取自博恩霍尔姆岛；而“驰龙”一词本身可翻译为“迅捷／奔跑的爬行动物”。邦德和克利斯汀森曾预测首个丹麦恐龙遗骸是植食恐龙如棱齿龙科或禽龙的牙齿，并惊讶于发现驰龙类牙齿，因为这类恐龙在早白垩世地层中很少见，而且食植动物应该比食肉动物更丰富。因为这只驰龙类似乎体型很大，他们预计将来可能发现爪子等坚硬骨骼。古生物学家不期望在地层中发现更大恐龙的骼头（因为这些很可能在对沙子进行商业开发时发现），但期望能发现中生代哺乳类遗骸。正模标本牙齿已在几本书及研究论文中进行描述。哥本哈根地质博物馆在评估其科学重要性时将其认证为“Danekræ”（“丹麦生物”，根据 1990 年丹麦博物馆保护重要化石的法律）。

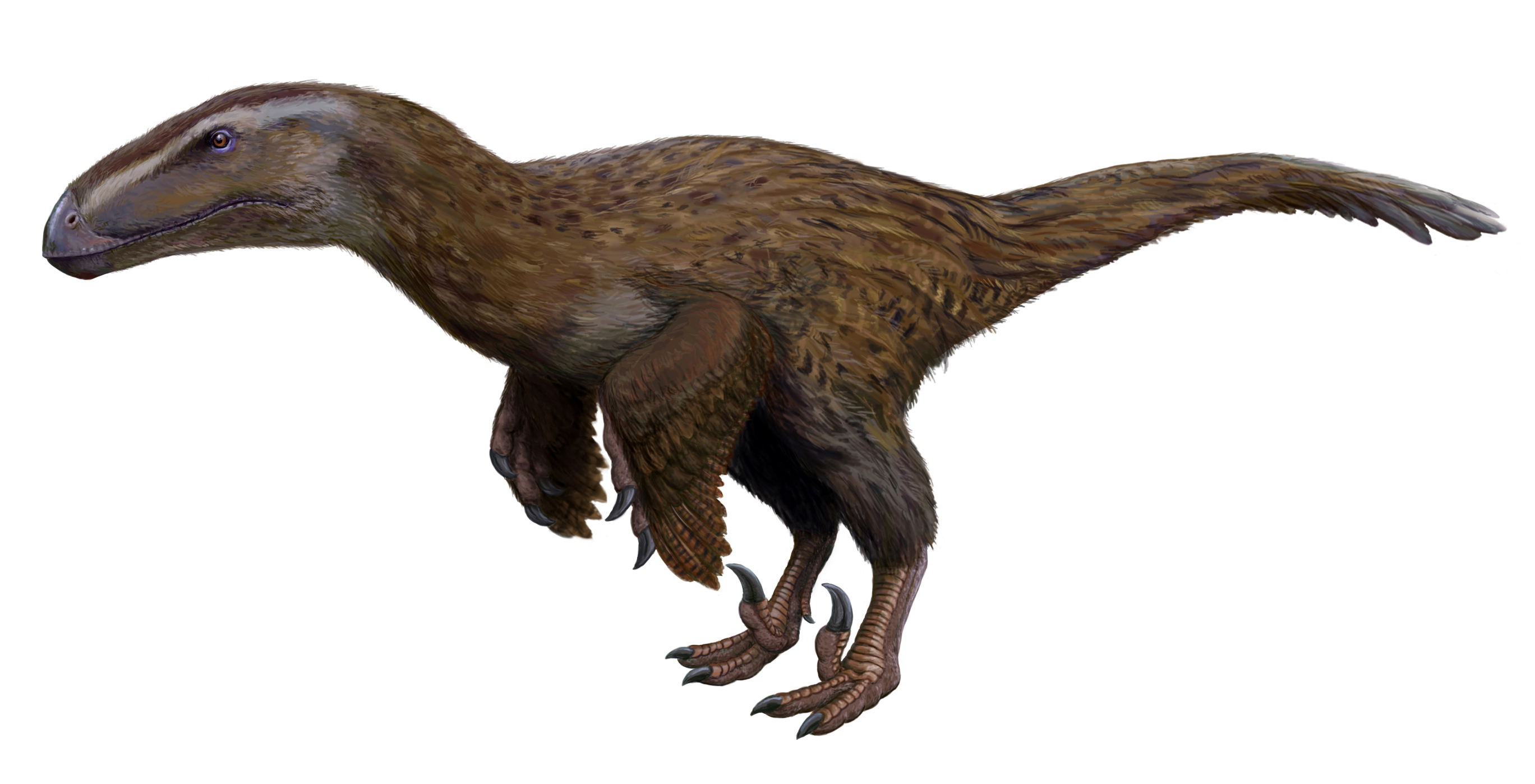
根据近缘属推测画成的复原图

2008年夏末，护林员延斯·科夫德（Jens Kofoed）发现第二颗驰龙科牙齿。该标本（DK 559）发现于相同地点，后来也归入博恩霍尔姆似驰龙。科夫德称，这些发现令人惊讶，因为多年来人们一直没能在丹麦成功找到恐龙遗骸，而此次发现就像在大海中捞出一根针。新闻稿称，第二颗驰龙类牙齿亦获得丹麦自然历史博物馆的Danekræ认证，博物馆将这种动物与电影《侏罗纪公园》中的驰龙类进行了比较，指出这些动物拥有羽毛，与电影中的驰龙类不同。
发现似驰龙以后，博恩霍尔姆岛又发现更多恐龙遗迹。2002年，杰德迦德组发现一颗被认为属于幼年泰坦巨龙类蜥脚类的牙齿。2005年，中侏罗世巴伽组报告发现蜥脚类及装甲类脚印。2008年，早白垩世拉贝克组报告发现小型驰龙类及分类不明的手盗龙类牙齿，同年又报告发现蜥脚类脚印。2011年，巴伽组发现一只蜥脚类、一只装甲类和一只兽脚类的脚印。2014年博恩霍尔姆伦纳组报告的早侏罗世脚印是丹麦恐龙活动的最早证据。2004年在拉贝克组发现多瘤齿兽目熠齿兽的牙齿，使其成为丹麦和斯堪的纳维亚发现的首个中生代哺乳类。
2012年，杰斯帕·米利安（Jesper Milàn）和同事描述两个含鱼鳞及骨骼的粪化石，两者皆发现于杰德迦德组，是丹麦陆块中生代沉积物中发现的第一批此类化石。虽然无法确认粪便制造者，但海龟及驰龙科如似驰龙的可能性最大。

## 描述

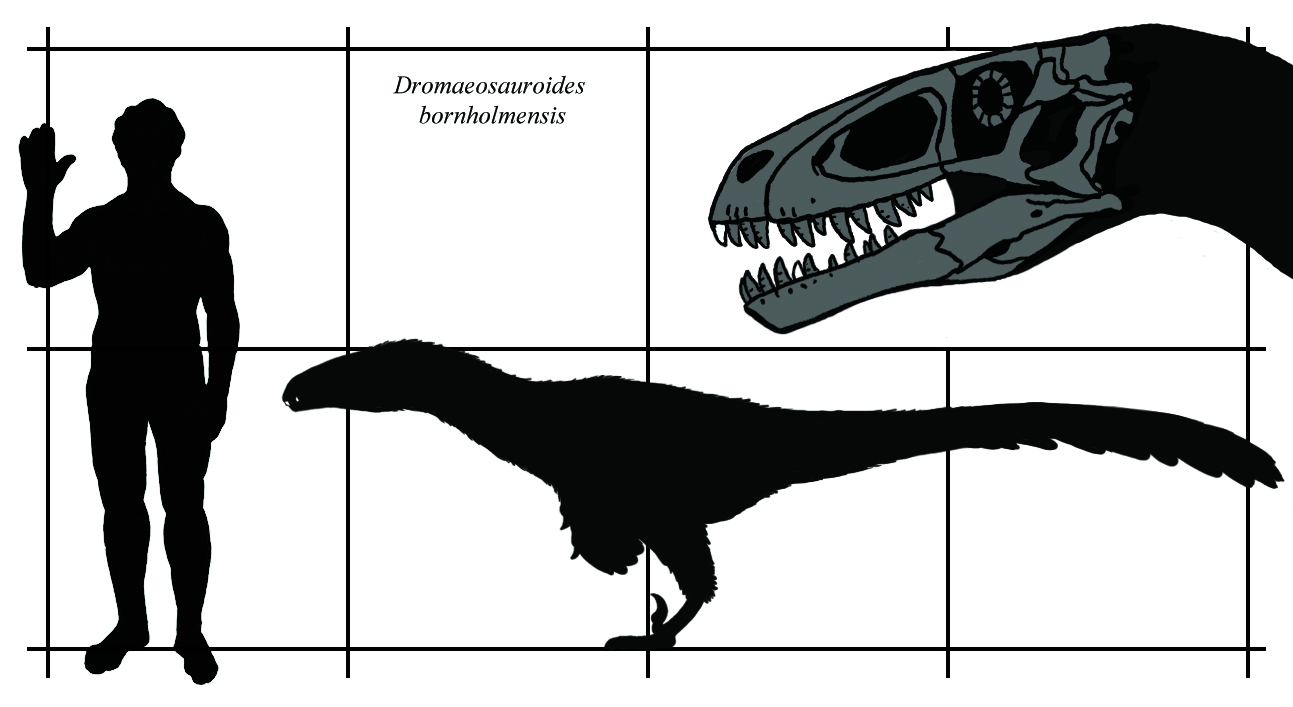
推测的似驰龙体型及两颗已知牙齿的可能位置

兽脚类牙齿化石一般根据包括尺寸、比例、牙冠曲度及小齿（锯齿）形态和数量在内的特征来鉴别。似驰龙正模标本牙冠长21.7（0.85英寸）、直径9.7（0.38英寸）、基部宽6.6（0.26英寸）。牙齿前部磨损，表明是在动物生前脱落。它还进一步受到埋藏学磨损的影响，导致牙基部形状不规则，因此其生前可能更长。正模标本牙齿的曲度、长度及后缘长度表明其位于颌骨前部。
牙齿向后弯曲，横截面呈椭圆形。前后缘略呈锯齿状，锯齿沿每条边缘向下延伸三分之二。每隔1（0.039英寸）有六个小齿，每个小齿皆呈方形且轮廓分明。牙齿整体形状、横截面宽度和形状及曲度类似北美物种阿尔伯塔驰龙的上颌骨及下颌骨。血沟不明显或缺失，也与驰龙相似、与伶盗龙亚科成员不同。似驰龙与驰龙的区别在于牙齿前缘离中间更远。虽然牙齿较大且小齿相似，但每个小齿皆小于驰龙，后者每5（0.20英寸）只有 13至20个小齿，似驰龙则有30个。第二颗已知牙齿更小，长度为15（0.59英寸），特征与正模标本相同。
正模标本牙齿比相等长度的驰龙牙齿大约25%，据此估计似驰龙身长3（120英寸）或更长，也可能长达3至4（9.8至13.1英尺）。接受采访时，克利斯汀森估计颅骨长35（14英寸）、整只动物重40（88英磅）；相比之下，同等长度的孟加拉虎重150至180（330至400英磅）。作为驰龙类，似驰龙极其灵活的第二趾上应该长有巨形镰刀爪，类似其近亲驰龙、伶盗龙和恐爪龙。该类群与鸟类关系很近，而NaturBornholm解释中心收藏了一具接近真实大小的有羽毛的似驰龙雕塑。后来中国发现保存完好的有羽毛驰龙类，表明该雕塑应有更多更长的羽毛才算准确。虽然一些较小驰龙类貌似已经可以飞行，但对似驰龙大小的动物来说，飞行是不可能的。

## 分类

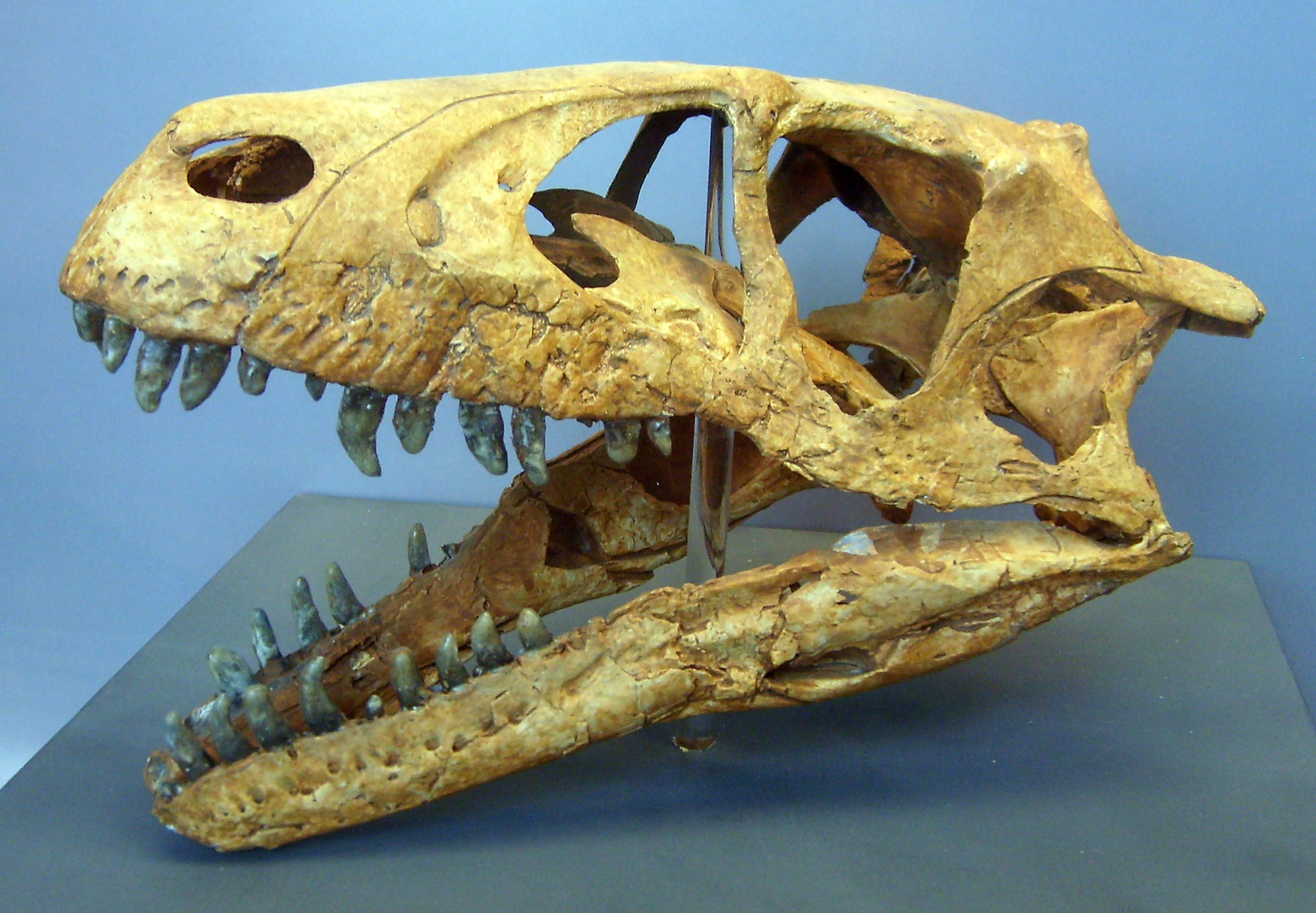
类似近亲驰龙的颅骨模型

牙齿的几个特征仅见于兽脚亚目驰龙科成员。由于与驰龙相似，似驰龙被分类为驰龙科驰龙亚科成员。尽管两者相似，却不可能是同种生物，因为一个属不可能存活6000万年：似驰龙生存于早白垩世，驰龙生活在晚白垩世。两者小齿间的差异也表明应将两者分为不同属。
据邦德称，似驰龙是世界上已知最古老的驰龙类之一；在大多数情况下，更古老的遗骸只能暂时归入驰龙科。似驰龙是欧洲早白垩世已知第一种可确认的驰龙类，但这取决于英国中波贝克组（可能略早于杰德迦德组）的侦察龙的身份。侦察龙幼年正模标本是否具有驰龙类特征尚不确定。归入侦察龙的大型标本貌似是真正的驰龙类，但可能属于似驰龙而非侦察龙。这些标本的尺寸为15至18（0.59至0.71英寸）。
一些科学家认为似驰龙是种分类不明的驰龙类。邦德回应称，由于牙齿与早白垩世的其它驰龙类（以及该类群的后期成员，包括驰龙）不同，所以应该视为有效。他还称这些科学家提供了有关标本发现地、地层及地质年龄的错误信息，而且其命名条件与其它根据牙齿命名的分类单元没有区别。德国古生物学家奥利弗·劳赫（Oliver W. M. Rauhut）和同事2010年提醒称，类似驰龙科的晚侏罗世／早白垩世兽脚类牙齿可能属于小型暴龙超科原角鼻龙或近缘相关分类单元。

## 古生态学

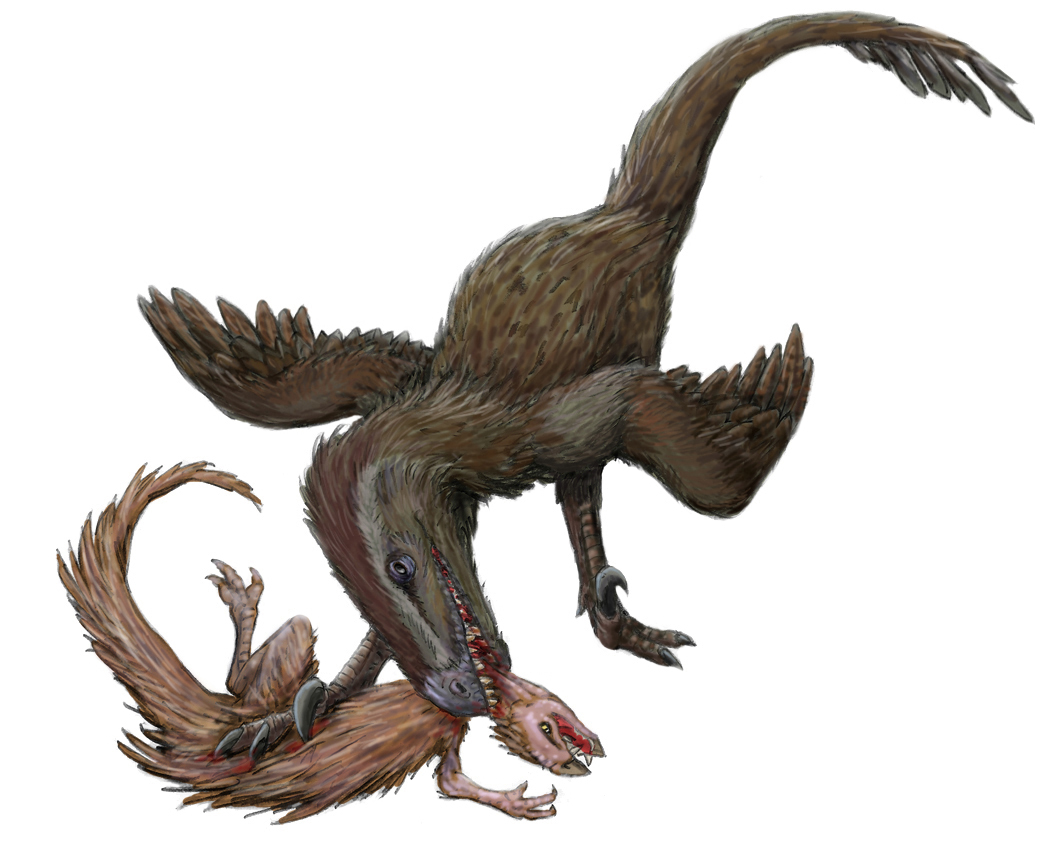
侦察龙捕杀棘齿龙，根据英国发现的可能属于似驰龙的牙齿绘制

目前仅发掘了杰德迦德组的一角，其余部分仍未被开发。杰德迦德组是内克尔群的一部分，该群包括三个地层（拉贝克组、罗别代尔组和杰德迦德组），地质年龄为早白垩世贝里亚阶至凡蓝今阶。杰德迦德组由沉积在面向沿海地带的淡水至微咸潟湖中的沉积物构成。除了驰龙类及疑似的泰坦巨龙类外，还在沉积层中发现弓鲛、鱼类如鳞齿鱼和腹鳞鱼、海龟、蜥蜴、鳄目的大头鳄和鸟类或翼龙较薄的骨骼碎片等遗骸。沉积物底层（中新齿蛤层）中发现大量双壳类的中新齿蛤，表明这些双壳类可能因双鞭藻毒素而大量死亡。
鱼和双壳类发现于可能产自泻湖的粘土中，恐龙和蜥蜴则发现于可能产自陆地或海滩的沙子中；两者中皆发现了海龟及鳄鱼。淡水蜗牛是在粘土中发现，这些粘土可能产自泻湖与大海之间沙地边界后面的干涸浅湖中，其环境可能类似佛罗里达群岛或日德兰半岛西南海岸。从植物及小型陆生动物遗骸来看，恐龙很可能在这里觅食，而兽脚类可能在海边捕猎。博恩霍尔姆岛和斯堪尼亚似乎是唯一能发现早白垩世斯堪的纳维亚－俄罗斯动物群遗骸的地方。进一步的调查可能显示该动物群是否与欧洲或亚洲物种存在亲缘关系。
根据杰德迦德组含有鳞齿鱼鳞片的疑似驰龙类的粪化石，米利安和同事推测，一些驰龙类会用第二趾上的巨形镰刀爪捕鱼，类似根据重爪龙巨形姆指爪所推测的“长矛捕鱼”。两件粪化石的较大者上有食粪生物的痕迹。